# BulgariaSat-1
BulgariaSat-1 ist ein kommerzieller Kommunikationssatellit der bulgarischen BulgariaSat, die mit dem bulgarischen Fernsehsender Bulsatcom verbunden ist.
BulgariaSat-1 wurde am 23. Juni 2017 um 19:10 UTC mit einer Falcon-9-Trägerrakete von der Raketenstartrampe 39A des Kennedy Space Centers aus ins All gebracht und erreichte am 3. Juli seine geostationäre Position. Er ging am 23. November 2017 in Betrieb.
Der dreiachsenstabilisierte Satellit ist mit 33 Ku-Band-Transpondern für zwei separate Ausleuchtungszonen ausgerüstet und versorgt von der Position 1,9° Ost aus West- und Mitteleuropa sowie den Balkan, den nördlichsten Teil Afrikas und den Nahen Osten mit Telekommunikationsdienstleistungen (drei Transponder) und Fernsehen (30 Transponder). Er wurde auf Basis des Satellitenbusses SSL 1300 der Space Systems/Loral gebaut und besitzt eine geplante Lebensdauer von 15 Jahren. Der Auftrag an SSL zum Bau des Satelliten erfolgte 2014.